# Nesjavellir-Kraftwerk
Das Nesjavellir-Kraftwerk (isl.: Nesjavallavirkjun) ist das zweitgrößte geothermische Kraftwerk Islands. Es liegt im Südwesten der Insel nahe Þingvellir und dem Vulkan Hengill.

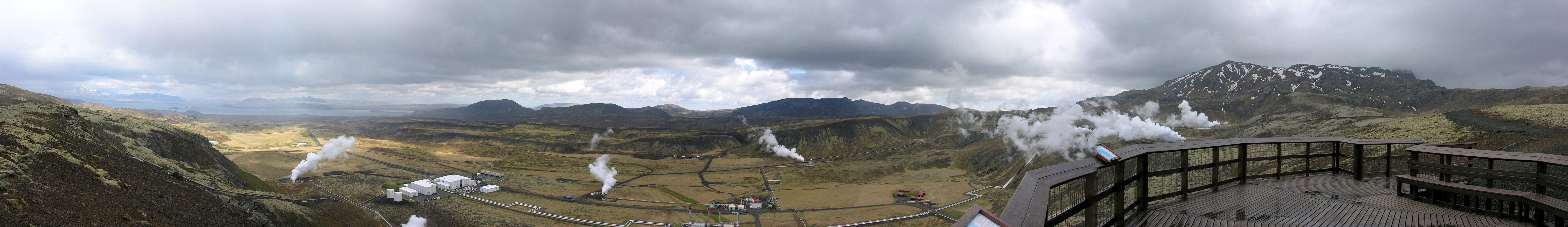
Bohrlöcher von Nesjavellir

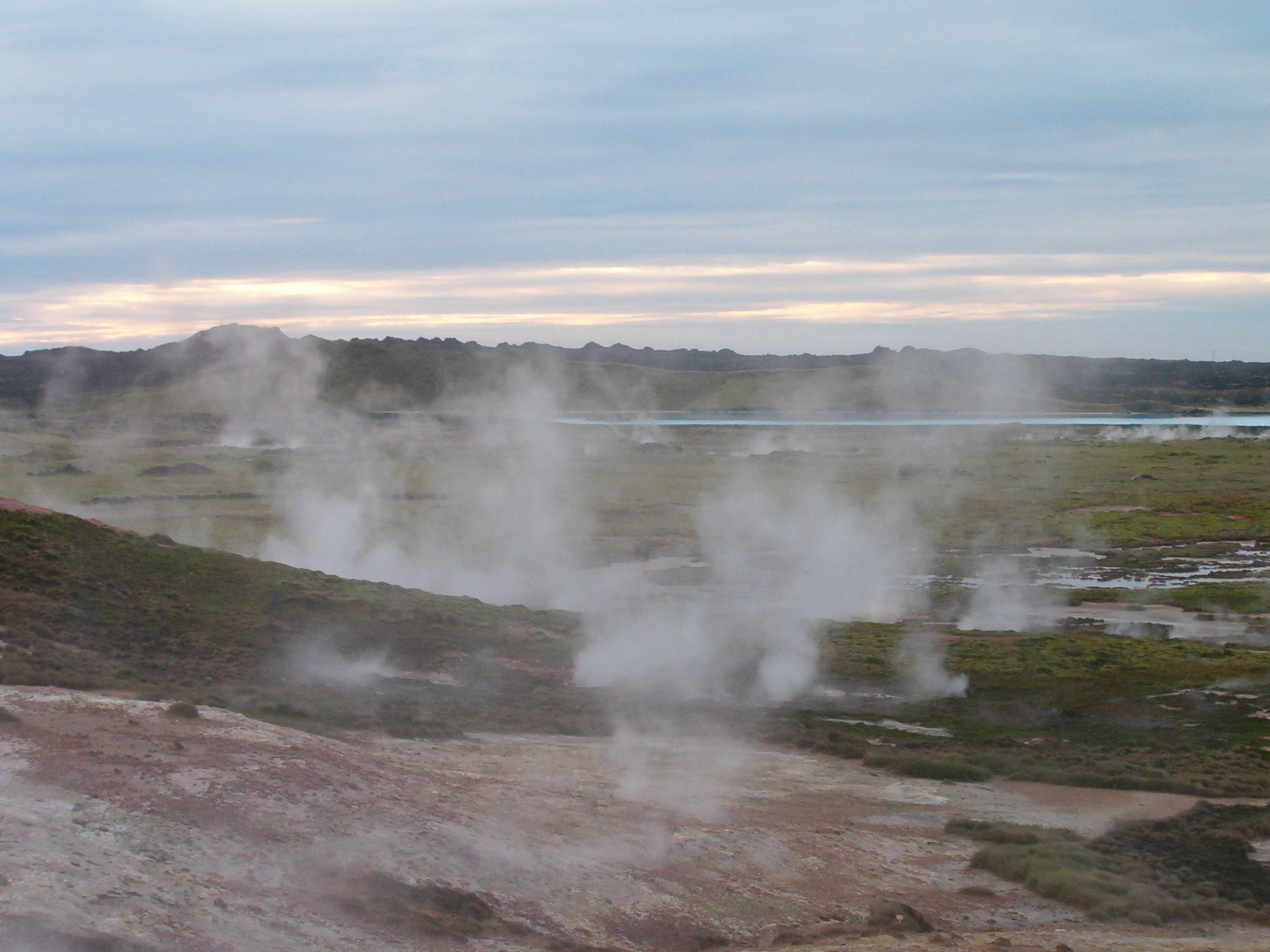
Fumarolen bei Nesjavellir

## Baugeschichte und Leistung des Kraftwerks
Mit dem Bau wurde 1987 begonnen und der Grundstein des Kraftwerkes wurde am 13. Mai 1990 gelegt, nachdem in den zwei Jahrzehnten zuvor ausgiebige Explorationen der geothermalen Verhältnisse erfolgt waren. Am 29. September 1990 nahm das Kraftwerk der halbstaatlichen Firma Orkuveita Reykjavíkur seinen Betrieb auf.
In der ersten Phase produzierte das Kraftwerk mit 4 Bohrlöchern von 1000 bis 2000 m Tiefe etwa 100 MW Gesamtleistung mit etwa 560 Liter pro Sekunde an heißem Wasser. Im Jahr 1995 wurde ein fünftes Bohrloch in Betrieb genommen und die Kapazität erhöhte sich auf 150 MW mit 840 Liter pro Sekunde an heißem Wasser. 1998 wurden zwei Dampfturbinen in Betrieb gestellt und im Juni 2001 eine dritte, mit einer Gesamtproduktion von 90 MW elektrischer Energie. Nach und nach wurden 5 weitere Bohrlöcher erschlossen und die Gesamtkapazität auf 200 MW mit mehr als 1100 Liter pro Sekunde an Heißwasser erhöht.
Die aktuelle Leistung des Kraftwerks beläuft sich auf 120 MW elektrische Energie und 300 MW thermische Energie, entsprechend etwa 1800 Liter pro Sekunde an Heißwasser. Damit hat das Kraftwerk seine anvisierte Maximalleistung von etwa 400 MW erreicht.
Es wird geschätzt, dass die geothermale Energie der Region ausreicht, das Kraftwerk mit dieser Gesamtleistung für etwa 30 Jahre zu betreiben. Danach wird die Energieproduktion von Nesjavellir abnehmen. Um den Energiebedarf der Region Reykjavík auch in der Zukunft zu decken, werden weitere Probebohrungen in der Region Hengill unternommen.
Seit 2008 nutzt ein weiteres, noch größeres Kraftwerk desselben Betreibers die Energie des Hengill-Gebietes, das Hellisheiði-Kraftwerk.
Insbesondere in der Region von Kolviðarhóll und Ölfusvatn werden außerdem weitere geothermale Ressourcen vermutet.

## Baukosten

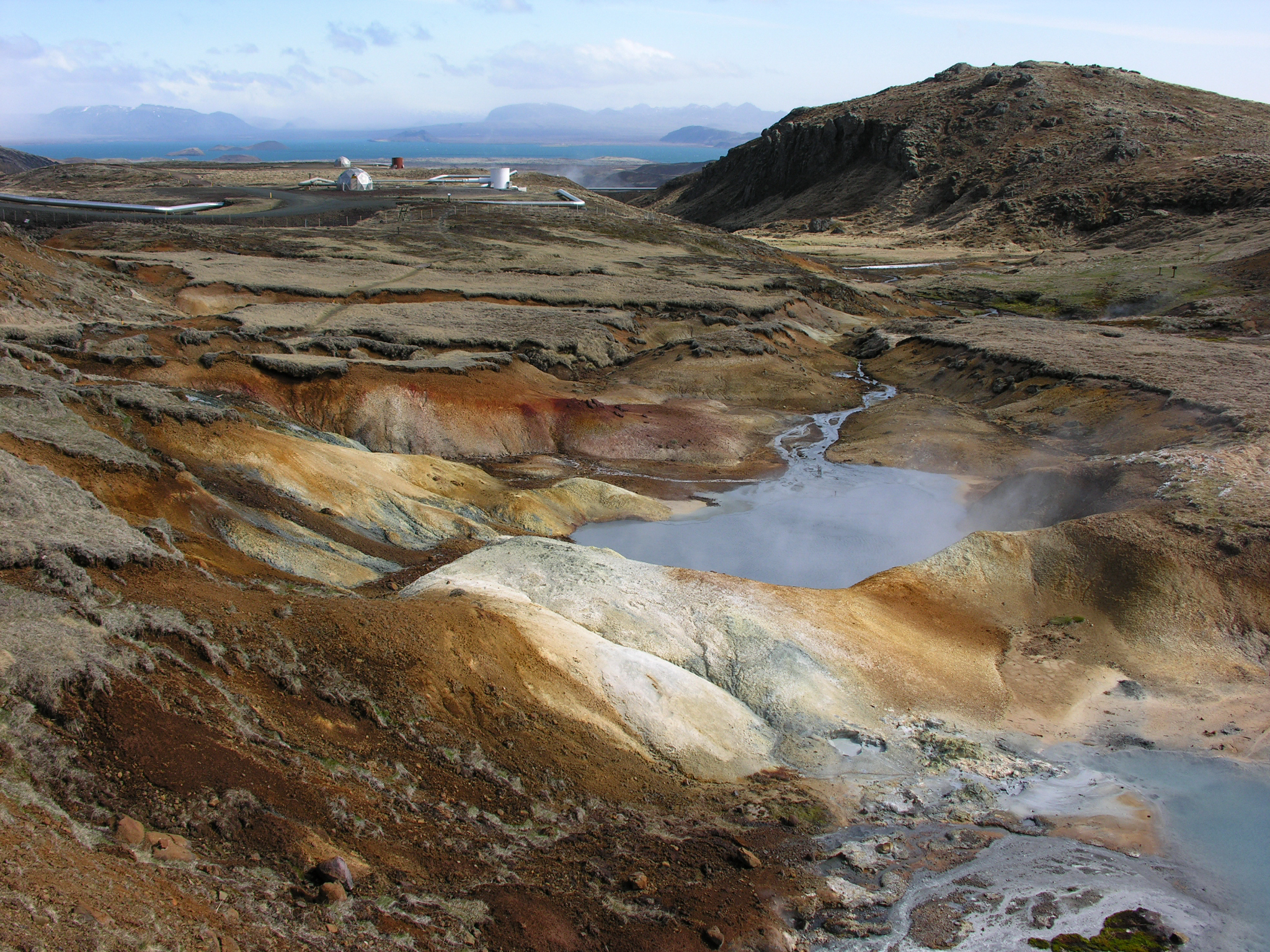
Hochtemperaturgebiet mit Schlammquellen und Bohrlöcher am Hengill, oberhalb von Nesjavellir

Die Baukosten des Kraftwerkes beliefen sich nach Angaben des Betreibers (Orkuveita Reykjavíkur) in Preisen von 1998 wie folgt:
- Forschung und Bohrungen 32,9 Mio. US$
- Bauphase 1, bis zur Kapazität von 100 MW 45,9 Mio. US$
- Bauphase 2, Ausbau zur Kapazität 150 MW 7 Mio. US$
- Bauphase 3, Ausbau zur Kapazität 200 MW und 60 MW elektrischer Energie (geschätzt) 55 Mio. US$
- Hauptpipeline nach Reykjavík 41,5 Mio. US$
- Hochspannungsleitung nach Reykjavík (geschätzt) 7 Mio. US$